# Robert Sheehan
Robert Michael Sheehan (irländskt namn Roibeárd Mícheál Ó Siodhacháin) är en irländsk skådespelare född 7 januari 1988 i Portlaoise, Irland. Han har bland annat gjort rollen som Nathan Young i TV-serien Misfits, som Darren i Love/Hate och som Klaus Hargreeves i The Umbrella Academy, samt filmroller som Tom Natsworthy i Mortal Engines och som Simon Lewis i The Mortal Instruments: Stad av skuggor.
Han har tre IFTA nomineringar (Irish Film & Television Awards) och en BAFTA nominering. Han delar också på en BAFTA-pris med i resten av skådespelarna i Misfits. År 2020 listades han som nummer 41 på The Irish Times-lista över Irlands största filmskådespelare.

## Biografi
Sheehan föddes i Laois i Irland, som son till Maria och Joe Sheehan. Han är den yngsta av tre barn. Hans far var polis. Han var född Robert Michael Sheehan, och lade till Adam när han konfirmerade sig, som då blev Robert Michael Adam Sheehan.
Han studerade ett år vid Galway-Mayo Institute of Technology vid 17 års ålder, men lämnade sina film och TV studier efter ett år när han misslyckades och kom inte tillbaka till repetitionerna, och beslutade sig att livet bakom kameran inte var för honom. Han har sagt: "Jag är inte säker på om jag vill bli skådespelare. Jag vill gå på college, men inte för att studera skådespeleri. Men jag skulle vilja göra det för att se vart det tar mig, så jag kan hålla på med det. Jag har aldrig riktigt gjort några planer för framtiden. Så länge jag kan fortsätta att få några jobb så kommer jag vara tacksam. Det är jätteroligt och underbart givande för en ung kille. Jag kommer att fortsätta så länge som jag får arbete."

## Karriär
Han blev först intresserad av att skådespela i grundskolan, på St. Pauls i Portlaoise, när han spelade Oliver i Oliver with a Twist. Robert övervägde först skådespeleri när hans mamma tog honom till en audition för Song for a Raggy Boy när han var fjorton. Han fick rollen som O'Reilly 58 i filmen, som spelades in under tre månader i West Cork. Han uppger att han fortfarande håller kontakten med några av pojkarna från filmen, och beskriver inspelningen som ett äventyr. Senare gick han med i teatergruppen Laois Open Door och spelade som en förlamad pojke i en produktion av The Cripple of Inishmaan. Vid 16 års ålder framträdde Sheehan i den australiska TV-serien Foreign Exchange. Efter det uppträdde han i The Clinic och The Tudors.
Efter att ha lämnat Galway-Mayo Institute of Technology, spelade Sheehan som en av huvudrollerna i filmen Cherrybomb.
Han spelade Simon Lewis i filmen The Mortal Instruments: Stad av skuggor från 2013.
År 2019 uppträdde han i Netflix-serien The Umbrella Academy som Klaus Hargreeves.

## Privatliv
Sheehan är bosatt i London. Han har också bott i Los Angeles.
Han har talat öppet om att experimentera med sin sexualitet när han var yngre, men identifierar sig som heterosexuell.

## Filmografi

### Film
| År   | Titel                                   | Roll           | Noteringar |
| ---- | --------------------------------------- | -------------- | ---------- |
| 2003 | Song for a Raggy Boy                    | O'Reilly 58    |            |
| 2009 | Cherrybomb                              | Luke           |            |
| 2011 | Sammys äventyr – Den hemliga vägen      | Ray            | Röstroll   |
| 2011 | Season of the Witch                     | Kay            |            |
| 2011 | Killing Bono                            | Ivan McCormick |            |
| 2013 | The Mortal Instruments: Stad av skuggor | Simon Lewis    |            |
| 2014 | The Road Within                         | Vincent        |            |
| 2015 | Moonwalkers                             | Leon           |            |
| 2017 | Geostorm                                | Duncan         |            |
| 2018 | Mute                                    | Luba           |            |
| 2018 | Bad Samaritan                           | Sean Falco     |            |
| 2018 | Mortal Engines                          | Tom Natsworthy |            |
| 2025 | Red Sonja                               | Draygan        | [ 12 ]     |

### TV
| År        | Titel                | Roll             | Noteringar                             |
| --------- | -------------------- | ---------------- | -------------------------------------- |
| 2004      | Foreign Exchange     | Cormac MacNamara | Huvudroll                              |
| 2006      | The Clinic           | Shane Hunter     | Avsnitt 4x03                           |
| 2008      | The Tudors           | Apprentice       | Avsnitt 2x01 "Everything Is Beautiful" |
| 2009      | Red Riding           | BJ               | TV-miniserie                           |
| 2009–2010 | Misfits              | Nathan Young     | Huvudroll (säsong 1–2; 13 avsnitt)     |
| 2010–2013 | Love/Hate            | Darren           | Huvudroll (säsong 1–4; 18 avsnitt)     |
| 2012      | Accused              | Stephen          | 2 avsnitt                              |
| 2012      | The Borrowers        | Spiller          | TV-film                                |
| 2017      | Fortitude            | Vladek Klimov    | Huvudroll (säsong 2)                   |
| 2018      | Genius: Picasso      | Carlos Casagemas | 4 avsnitt                              |
| 2019–     | The Umbrella Academy | Klaus Hargreeves | Huvudroll                              |